# Tháp Hyperion
Mok-dong Hyundai Hyperion (Hangul: 목동 현대 하이페리온) hay Tháp Mok-dong Hyperion (Hangul: 목동 하이페리온) là một tổ hợp nhà chọc trời, gồm ba tòa nhà, nằm ở quận Yangcheon-gu, Seoul, Hàn Quốc, được khánh thành năm 2003. Tòa nhà cao nhất của tổ hợp, tháp A, là một nhà chọc trời 69 tầng với chiều cao 256 m, vào thời điểm khi nó vừa hoàn thành, nó là tòa nhà cao nhất Hàn Quốc. Tuy nhiên vào năm 2004, nó đã bị vượt qua bởi Samsung Tower Palace 3 - Tower G.
Phần lớn tổ hợp được sử dụng làm khu căn hộ, các tầng dưới có khu mua sắm của chuỗi cửa hàng Hyundai Department.